# Brede Hangeland
Pour les articles homonymes, voir Brede.
Brede Paulsen Hangeland, né le 20 juin 1981 à Houston (États-Unis), est un footballeur international norvégien qui évolue au poste de défenseur.

## Biographie

### Début de carrière
Brede Hangeland peut jouer en tant que défenseur ou milieu défensif. En 2001, il fait ses débuts dans la ligues norvégienne avec le Viking Stavanger. Il remporte la finale 3-0 face à leur concurrents Bryne FK, la Coupe de Norvège de football. En 2005, il devient le capitaine du Viking Stavanger, et au total il a joué 187 matchs pour le club jusque juillet 2005.
Le 16 janvier 2006, il signe un contrat avec le club danois FC Copenhague.
Au cours de l'été 2007, les journaux lui lient un départ pour des grands clubs de la Premiership, à l'instar de Newcastle United, Liverpool FC, Aston Villa et Manchester City. Hangeland déclare que les rumeurs sont fausses et dit qu'il est heureux avec Copenhague.

### Fulham
Le 18 janvier 2008, il signe officiellement à Fulham après plusieurs jours de spéculation et rapidement Roy Hodgson en fait le patron de la défense des Cottagers ou il forme avec Aaron Hughes un bon duo.Après une bonne saison il attire de grande équipe de Première ligue notamment Arsenal qui été près à mettre 17M d'euro pour s'attacher ses services, mais Hangeland décida de rester avec Fulham. Il prend une grande part au bon parcours du club en Ligue Europa en 2009-2010 ou Fulham atteint la finale contre l'Atlético de Madrid (défaite 2-1). Lors de la saison 2012-2013, Martin Jol le nomme capitaine à la suite du départ de Danny Murphy mais Fulham terminera 12e de Premier League. Le 3 juin 2014, à la suite de la relégation du club, Brede Hangeland est libéré de son contrat.

### Crystal Palace
Le 1er août 2014, Hangeland signe pour le club londonien de Crystal Palace pour un contrat d'une saison. Il joue son premier match le 16 août suivant contre Arsenal (1-2). Peu titulaire (17 matchs toutes compétitions confondues), il prolonge toutefois son contrat d'une saison supplémentaire à l'issue de la saison 2014-2015.
En fin de contrat, il quitte Palace à l'issue de la saison 2015-2016 et annonce début août qu'il met un terme à sa carrière sportive.

### Carrière internationale
Brede Hangeland reçoit 91 sélections en équipe de Norvège entre 2002 et 2014, inscrivant quatre buts.
Le 27 mars 2002, il figure pour la première fois sur le banc des remplaçants de l'équipe nationale A, mais sans entrer en jeu, lors d'une rencontre amicale face à la Tunisie (score : 0-0). Il reçoit finalement sa première sélection le 20 novembre 2002, en amical contre l'Autriche, où il joue l'intégralité de la rencontre (victoire 0-1).
Le 3 septembre 2010, il inscrit son premier but avec la Norvège, contre l'Islande. Ce match gagné 1-2 rentre dans le cadre des éliminatoires de l'Euro 2012.
Le 15 août 2012, il marque son deuxième but, en amical contre la Grèce, mais ne peut toutefois empêcher la défaite de son équipe, 2-3.
Il marque ensuite en octobre 2012, deux autres buts rentrant dans le cadre des éliminatoires du mondial 2014, contre la Suisse (nul 1-1) et Chypre (victoire 1-3).
Il joue son dernier match le 27 mai 2014, contre l'équipe de France (défaite 4-0).
A 48 reprises, il officie comme capitaine de la sélection norvégienne.

## Palmarès
- Viking Stavanger
  - Vainqueur de la Coupe de Norvège en 2001

- FC Copenhague
  - Champion du Danemark en 2006 et 2007
  - Vainqueur de la Royal League en 2006

- Fulham FC
  - Finaliste de la Ligue Europa en 2010